# Немецкий музей истории медицины

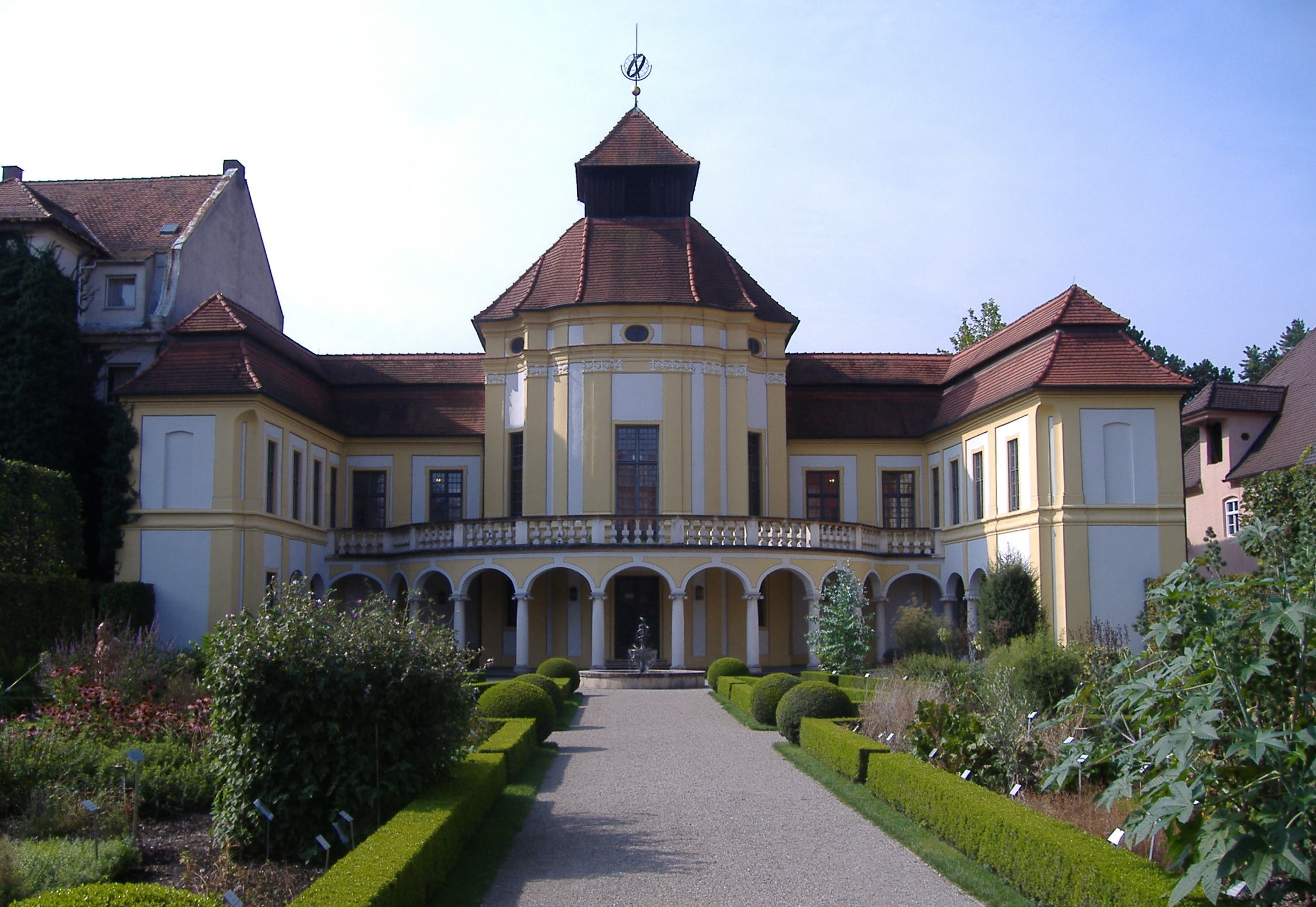
Немецкий музей истории медицины. Здание анатомического театра.

Немецкий музей истории медицины находится в городе Ингольштадт, Бавария.48°45′45″ с. ш. 11°25′10″ в. д. В нем собраны экспонаты по истории медицины с древнейших времен и до наших дней.

## Экспозиция музея
В музее собраны предметы из Европы, Китая, а также египетские древности. Это хирургические инструменты и приспособления используемые стоматологами и офтальмологами. Также представлены анатомические наглядные пособия и скелеты и демонстрируются способы их подготовки и консервации. Здесь выставлен скелет Томаса Хаслера (1851—1876) рост которого был 2,35 метра, а вес 155 килограммов, знаменитого «Гиганта из Тегернзе», внесенного в Книгу рекордов Гиннесса.

## Здание музея и парк
С 1973 года музей размещается в старом здании медицинского факультета Ингольштадтского университета. Здание было построено в 1723—1736 годах по проекту архитектора Габриэля де Габриэли. С 1800 года, после переезда университета в Ландсхут, а затем в Мюнхен, строения использовались для хозяйственных нужд. Во второй половине XX века здание отреставрировано и превращено в музей. Здесь же находится пруд и небольшой парк в стиле барокко, где собрано около 200 видов лекарственных и ароматических растений. Музей и парк оборудованы для гостей в инвалидных колясках. Есть специальный отдел для незрячих посетителей.